# Saint-Jean-Lasseille
Pour les articles homonymes, voir Saint-Jean.
Saint-Jean-Lasseille  est une commune française située dans l'est du département des Pyrénées-Orientales en région Occitanie. Sur le plan historique et culturel, la commune est dans le Roussillon, une ancienne province du royaume de France, qui a existé de 1659 jusqu'en 1790 et qui recouvrait les trois vigueries du Roussillon, du Conflent et de Cerdagne.
Exposée à un climat méditerranéen, elle est drainée par divers petits cours d'eau.
Saint-Jean-Lasseille est une commune rurale qui compte 1 578 habitants en 2022, après avoir connu une forte hausse de la population depuis 1975.  Elle fait partie de l'aire d'attraction de Perpignan. Ses habitants sont appelés les Lasseillais ou  Lasseillaises.

## Géographie

### Localisation
La commune de Saint-Jean-Lasseille se trouve dans le département des Pyrénées-Orientales, en région Occitanie.
Elle se situe à 13 km à vol d'oiseau de Perpignan, préfecture du département, à 14 km de Céret, sous-préfecture, et à 11 km de Thuir, bureau centralisateur du canton des Aspres dont dépend la commune depuis 2015 pour les élections départementales.
La commune fait en outre partie du bassin de vie de Saint-Cyprien.
Les communes les plus proches sont : 
Banyuls-dels-Aspres (1,7 km), Villemolaque (2,3 km), Brouilla (3,4 km), Tresserre (3,6 km), Bages (3,7 km), Passa (4,5 km), Ortaffa (4,8 km), Trouillas (5,8 km).
Sur le plan historique et culturel, Saint-Jean-Lasseille fait partie de la région des Aspres. Compris entre les sillons de la Têt au nord et du Tech au sud, ce minuscule territoire roussillonnais tire son nom de la nature caillouteuse de ses sols.

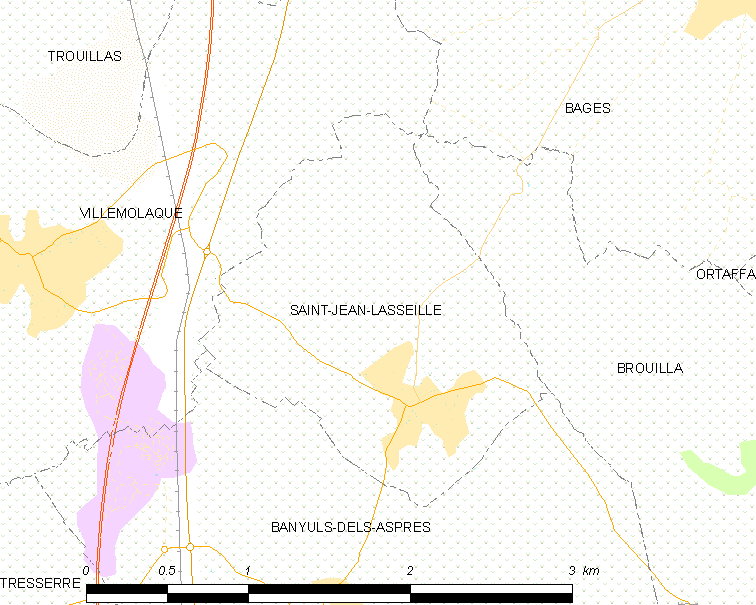
Situation de la commune.

|              | Bages (par un quadripoint) |          |
| Villemolaque | Saint-Jean-Lasseille       | Brouilla |
|              | Banyuls-dels-Aspres        |          |

### Géologie et relief
La commune est classée en zone de sismicité 3, correspondant à une sismicité modérée.

### Climat
Pour des articles plus généraux, voir Climat de l'Occitanie et Climat des Pyrénées-Orientales.
En 2010, le climat de la commune est de type climat méditerranéen franc, selon une étude du CNRS s'appuyant sur une série de données couvrant la période 1971-2000. En 2020, Météo-France publie une typologie des climats de la France métropolitaine dans laquelle la commune est exposée à un climat méditerranéen et est dans la région climatique Provence, Languedoc-Roussillon, caractérisée par une pluviométrie faible en été, un très bon ensoleillement (2 600 h/an), un été chaud (21,5 °C), un air très sec en été, sec en toutes saisons, des vents forts (fréquence de 40 à 50 % de vents > 5 m/s) et peu de brouillards.
Pour la période 1971-2000, la température annuelle moyenne est de 14,8 °C, avec une amplitude thermique annuelle de 15,6 °C. Le cumul annuel moyen de précipitations est de 675 mm, avec 5,2 jours de précipitations en janvier et 3,1 jours en juillet. Pour la période 1991-2020, la température moyenne annuelle observée sur la station météorologique la plus proche, située sur la commune de Vivès à 10 km à vol d'oiseau, est de 15,8 °C et le cumul annuel moyen de précipitations est de 669,2 mm,. Pour l'avenir, les paramètres climatiques de la commune estimés pour 2050 selon différents scénarios d’émission de gaz à effet de serre sont consultables sur un site dédié publié par Météo-France en novembre 2022.

### Milieux naturels et biodiversité
Aucun espace naturel présentant un intérêt patrimonial n'est recensé sur la commune dans l'inventaire national du patrimoine naturel,,.

## Urbanisme

### Typologie
Au 1er janvier 2024, Saint-Jean-Lasseille est catégorisée bourg rural, selon la nouvelle grille communale de densité à sept niveaux définie par l'Insee en 2022.
Elle est située hors unité urbaine. Par ailleurs la commune fait partie de l'aire d'attraction de Perpignan, dont elle est une commune de la couronne,. Cette aire, qui regroupe 118 communes, est catégorisée dans les aires de 200 000 à moins de 700 000 habitants,.

### Occupation des sols
L'occupation des sols de la commune, telle qu'elle ressort de la base de données européenne d’occupation biophysique des sols Corine Land Cover (CLC), est marquée par l'importance des territoires agricoles (84,8 % en 2018), en diminution par rapport à 1990 (91,4 %). La répartition détaillée en 2018 est la suivante : 
cultures permanentes (84,8 %), zones urbanisées (15,2 %). L'évolution de l’occupation des sols de la commune et de ses infrastructures peut être observée sur les différentes représentations cartographiques du territoire : la carte de Cassini (XVIIIe siècle), la carte d'état-major (1820-1866) et les cartes ou photos aériennes de l'IGN pour la période actuelle (1950 à aujourd'hui).

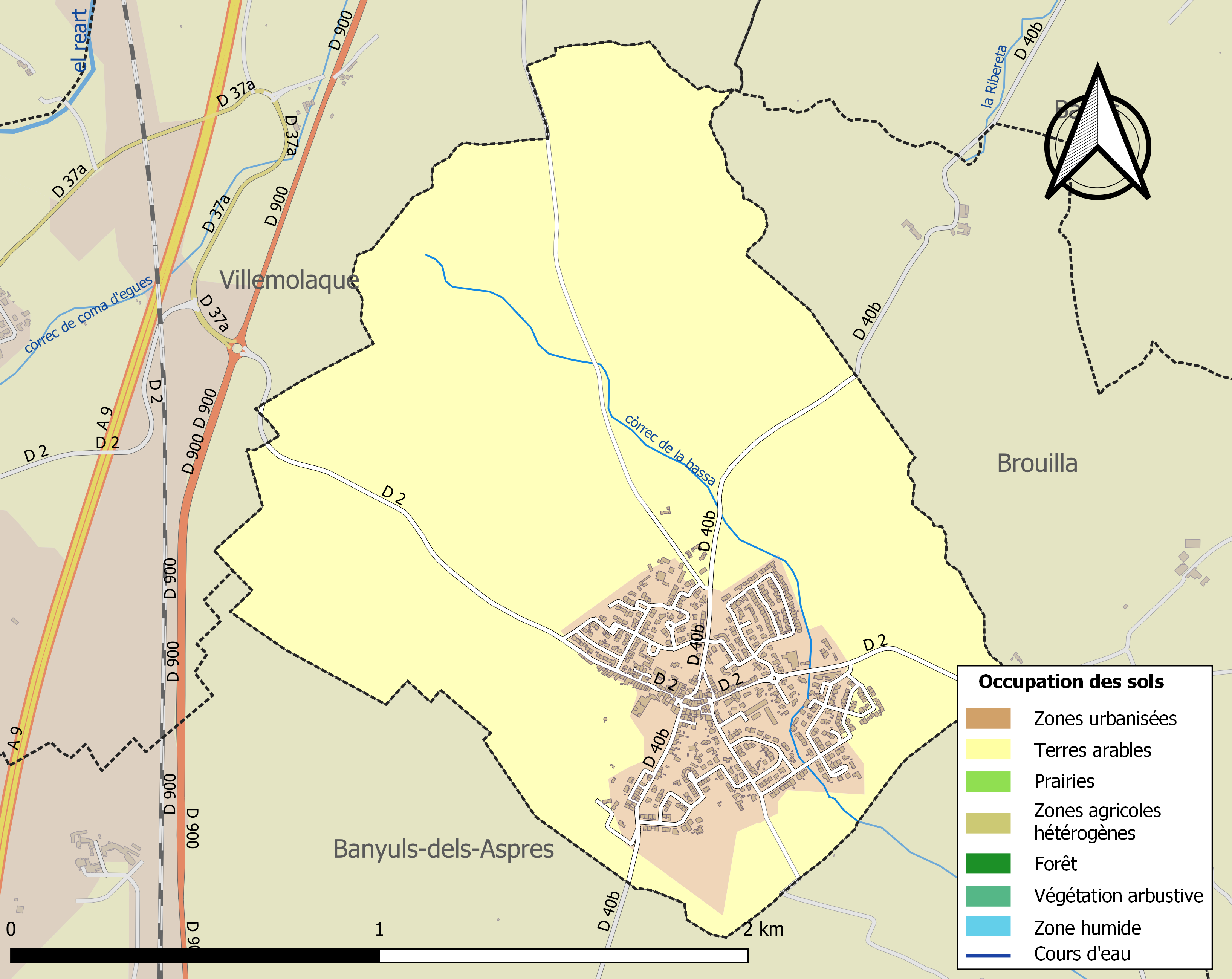
Carte des infrastructures et de l'occupation des sols de la commune en 2018 (CLC).

### Voies de communication et transports
La ligne 572 (Banyuls-dels-Aspres - Gare de Perpignan) du réseau régional liO assure la desserte de la commune.

### Risques majeurs
Le territoire de la commune de Saint-Jean-Lasseille est vulnérable à différents aléas naturels : inondations, climatiques (grand froid ou canicule), mouvements de terrains et séisme (sismicité modérée). Il est également exposé à un risque technologique,  le transport de matières dangereuses,.

#### Risques naturels
Certaines parties du territoire communal sont susceptibles d’être affectées par le risque d’inondation par crue torrentielle de cours d'eau.
Les mouvements de terrains susceptibles de se produire sur la commune sont soit des mouvements liés au retrait-gonflement des argiles, soit des glissements de terrains. Une cartographie nationale de l'aléa retrait-gonflement des argiles permet de connaître les sols argileux ou marneux susceptibles vis-à-vis de ce phénomène.

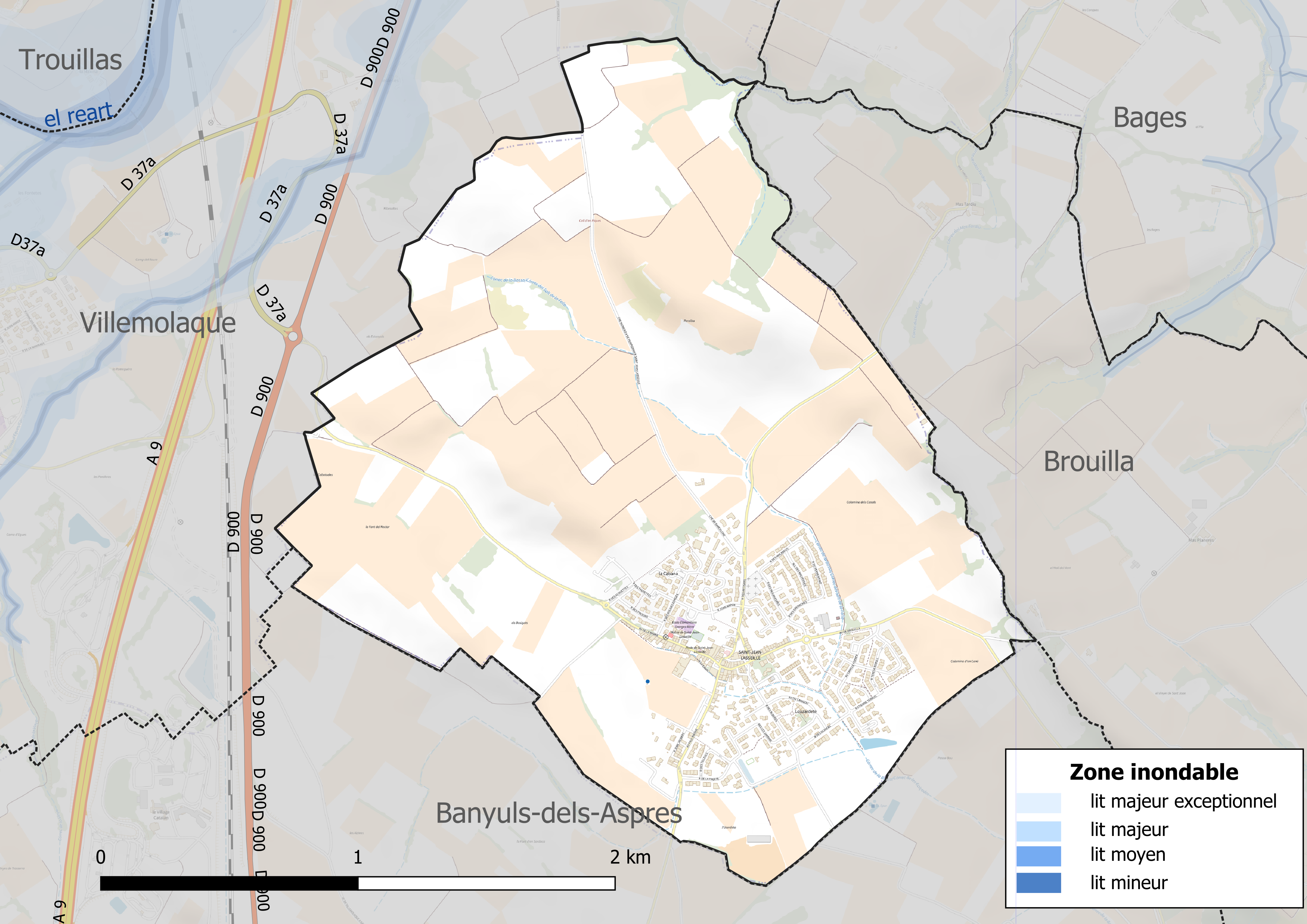
Carte des zones inondables.
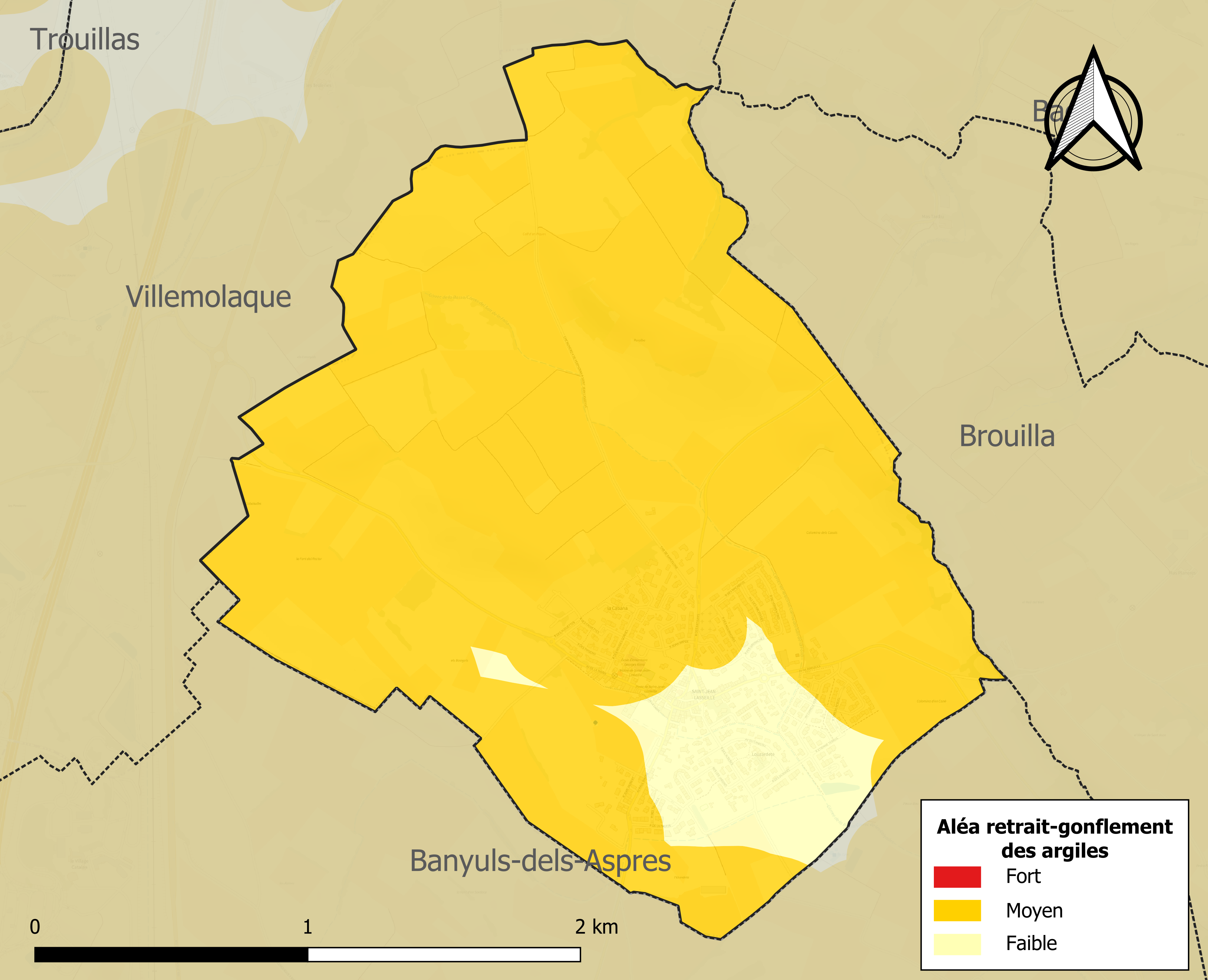
Carte des zones d'aléa retrait-gonflement des argiles.

#### Risques technologiques
Le risque de transport de matières dangereuses sur la commune est lié à sa traversée par une canalisation de transport de gaz. Un accident se produisant sur une telle infrastructure est en effet susceptible d’avoir des effets graves au bâti ou aux personnes jusqu’à 350 m, selon la nature du matériau transporté. Des dispositions d’urbanisme peuvent être préconisées en conséquence.

## Toponymie
Le nom de la commune en catalan est Sant Joan la Cella.

## Histoire

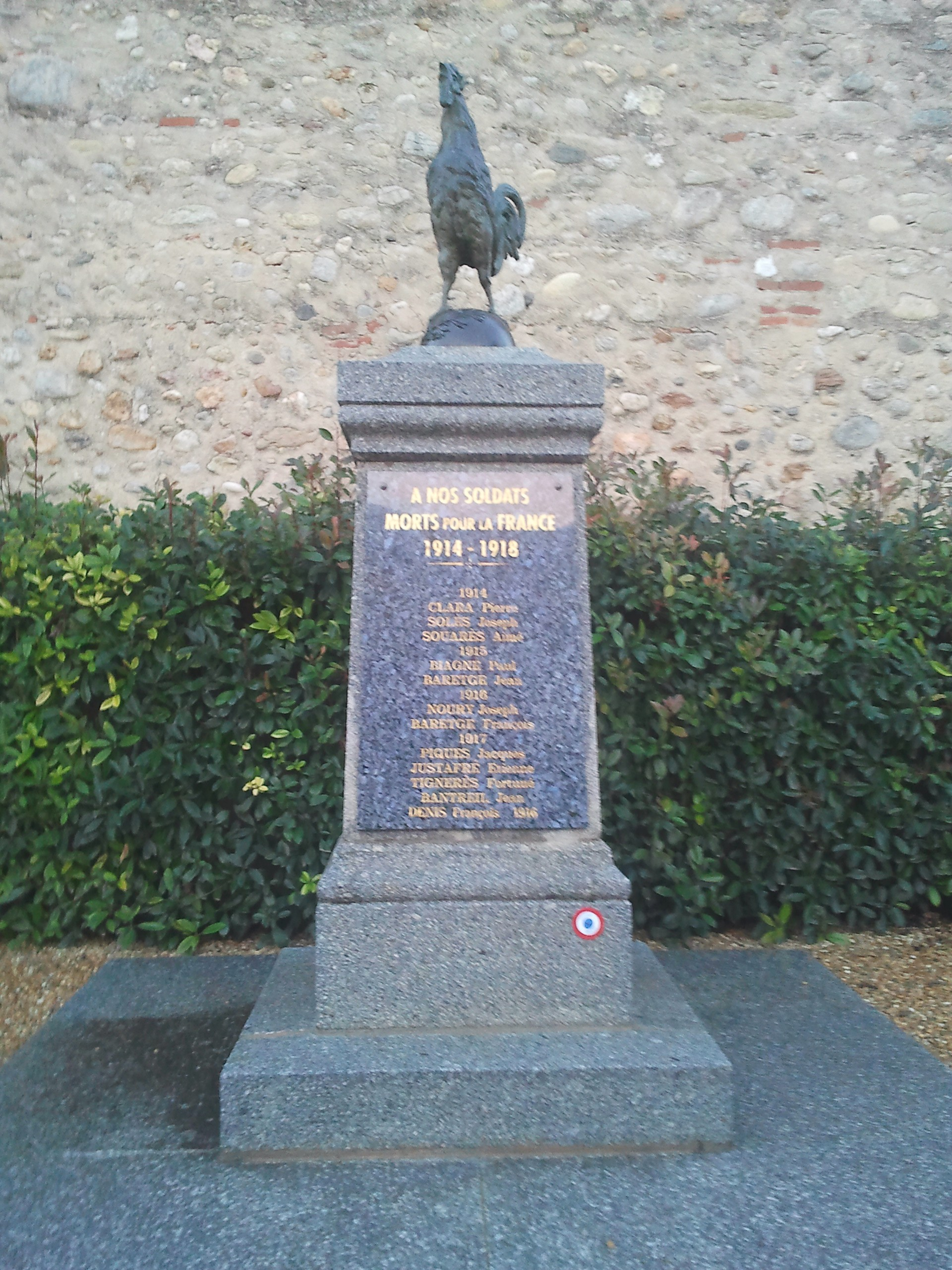
Le monument aux morts

En 819, il est fait pour la première fois mention d'une cella fondée par les moines de Saint-Génis-des-Fontaines, abbaye elle-même fondée par le moine Sentimir et mentionnée dans un précepte de Louis le Pieux datant de 819. Cette possession est confirmée par le roi Lothaire en 981, dans un texte qui en donne la situation : entre les chemins d'Elne à Banyuls-dels-Aspres, de Brouilla à Villemolaque, de Villemolaque à Elne, une autre limite étant le sacellum de Darnac.[réf. nécessaire]
Sant-Génis possède la seigneurie jusqu'à la Révolution, avec cependant une parenthèse de quelques siècles.
Le 12 janvier 1339, le roi Jacques III de Majorque confie la haute-justice, civile et criminelle, de cette seigneurie à Dalmau de Banyuls, alors seigneur de Banyuls-dels-Aspres, ainsi qu’à ses descendants. Une cérémonie de prise de possession a lieu appliquant la Charte Royale durant laquelle il fait planter des fourches patibulaires pour marquer cette prise de droit.[réf. nécessaire]
En 1461, Francesch de Banyuls, arrière-petit-fils de Dalmau de Banyuls, alors seigneur de Banyuls et de Saint-Jean-Lasseille, se fait confisquer tous ses biens par le Roi de France Louis XI, qui profite de la crise de succession du Royaume d’Aragon pour annexer (temporairement) la Catalogne et la Cerdagne.[réf. nécessaire]
En 1481, on retrouve Saint-Jean-Lasseille entre les mains d'une famille Martí, de Perpignan, jusqu'en 1635, où Saint-Génis récupère la totalité de ses prérogatives sur le village jusqu’à la Révolution.[réf. nécessaire]
Dépendant de la paroisse de Villemolaque sous l'ancien régime, Saint-Jean-Lasseille devient toutefois une commune en 1790.

## Politique et administration

### Canton
En 1790, la commune de Saint-Jean-Lasseille est intégrée dans le canton d'Elne. Celui-ci étant démembré en 1801, la commune est alors transférée au canton de Thuir, dont elle fait encore partie à ce jour,.
À compter des élections départementales de 2015, la commune est incluse dans le nouveau canton des Aspres.

### Liste des maires
| Période                                  | Période  | Identité        | Étiquette | Qualité                         |
| ---------------------------------------- | -------- | --------------- | --------- | ------------------------------- |
| Les données manquantes sont à compléter. |          |                 |           |                                 |
| avant 2002                               | ?        | Roland Noury    | PS        | Suppléant du député Henri Sicre |
| octobre 2018                             | En cours | Philippe Xancho |           | Cadre                           |

Le 30 octobre 2014, le maire Roland Noury est condamné pour faux en écriture publique, à la suite d'une affaire remontant à juin 2012, à 2 000 euros d’amende, huit mois de prison avec sursis et quatre ans d’interdiction des droits civiques, civils et de famille.
À la suite des élections partielles de septembre 2018, Monsieur Philippe Xancho est élu maire de la commune en octobre 2018.
Lors des élections municipales de mars 2020, Monsieur Xancho l'emporte avec 51,5 % des suffrages exprimés.

## Population et société

### Démographie ancienne
La population est exprimée en nombre de feux (f) ou d'habitants (H).
| 1358 | 1365 | 1378 | 1424 | 1470 | 1515 | 1553 | 1643 | 1709 |
| ---- | ---- | ---- | ---- | ---- | ---- | ---- | ---- | ---- |
| 10 f | 10 f | 10 f | 10 f | 3 f  | 6 f  | 3 f  | 20 f | 15 f |

| 1720 | 1730 | 1767 | 1774 | 1789 | 1790 | - | - | - |
| ---- | ---- | ---- | ---- | ---- | ---- | - | - | - |
| 19 f | 19 f | 95 H | 19 f | 15 f | 60 H | - | - | - |

### Démographie contemporaine
L'évolution du nombre d'habitants est connue à travers les recensements de la population effectués dans la commune depuis 1793. Pour les communes de moins de 10 000 habitants, une enquête de recensement portant sur toute la population est réalisée tous les cinq ans, les populations de référence des années intermédiaires étant quant à elles estimées par interpolation ou extrapolation. Pour la commune, le premier recensement exhaustif entrant dans le cadre du nouveau dispositif a été réalisé en 2004.

En 2022, la commune comptait 1 578 habitants, en évolution de +2,53 % par rapport à 2016 (Pyrénées-Orientales : +3,92 %, France hors Mayotte : +2,11 %).
| 1793 | 1800 | 1806 | 1821 | 1831 | 1836 | 1841 | 1846 | 1851 |
| ---- | ---- | ---- | ---- | ---- | ---- | ---- | ---- | ---- |
| 82   | 79   | 90   | 94   | 82   | 82   | 95   | 104  | 108  |

| 1856 | 1861 | 1866 | 1872 | 1876 | 1881 | 1886 | 1891 | 1896 |
| ---- | ---- | ---- | ---- | ---- | ---- | ---- | ---- | ---- |
| 122  | 110  | 102  | 104  | 140  | 235  | 165  | 202  | 218  |

| 1901 | 1906 | 1911 | 1921 | 1926 | 1931 | 1936 | 1946 | 1954 |
| ---- | ---- | ---- | ---- | ---- | ---- | ---- | ---- | ---- |
| 253  | 291  | 294  | 333  | 306  | 320  | 296  | 275  | 298  |

| 1962 | 1968 | 1975 | 1982 | 1990 | 1999 | 2004 | 2006 | 2009 |
| ---- | ---- | ---- | ---- | ---- | ---- | ---- | ---- | ---- |
| 330  | 289  | 252  | 346  | 437  | 469  | 595  | 631  | 787  |

| 2014  | 2019  | 2022  | - | - | - | - | - | - |
| ----- | ----- | ----- | - | - | - | - | - | - |
| 1 478 | 1 541 | 1 578 | - | - | - | - | - | - |

| selon la population municipale des années : | 1968 | 1975 | 1982 | 1990 | 1999 | 2006 | 2009 | 2013 |
| Rang de la commune dans le département      | 126  | 123  | 101  | 101  | 104  | 97   | 88   | 68   |
| Nombre de communes du département           | 232  | 217  | 220  | 225  | 226  | 226  | 226  | 226  |

### Enseignement
L'école communale George RIERA de Saint-Jean-Lasseille comporte 7 classes : deux de maternelles et cinq d'élémentaires. 

### Manifestations culturelles et festivités
- Fête patronale : 27 décembre[38] ;
- Fête communale : 24 juin[38].

## Économie

### Revenus
En 2018, la commune compte 592 ménages fiscaux, regroupant 1 577 personnes. La médiane du revenu disponible par unité de consommation est de 20 220 € (19 350 € dans le département).

### Emploi
|                | 2008   | 2013   | 2018   |
| -------------- | ------ | ------ | ------ |
| Commune        | 7,2 %  | 13,1 % | 11,8 % |
| Département    | 10,3 % | 12,9 % | 13,3 % |
| France entière | 8,3 %  | 10 %   | 10 %   |

En 2018, la population âgée de 15 à 64 ans s'élève à 950 personnes, parmi lesquelles on compte 79,6 % d'actifs (67,8 % ayant un emploi et 11,8 % de chômeurs) et 20,4 % d'inactifs,. En  2018, le taux de chômage communal (au sens du recensement) des 15-64 ans est inférieur à celui du département, mais supérieur à celui de la France, alors qu'en 2008 il était inférieur à celui de la France.
La commune fait partie de la couronne de l'aire d'attraction de Perpignan, du fait qu'au moins 15 % des actifs travaillent dans le pôle,. Elle compte 112 emplois en 2018, contre 100 en 2013 et 74 en 2008. Le nombre d'actifs ayant un emploi résidant dans la commune est de 649, soit un indicateur de concentration d'emploi de 17,3 % et un taux d'activité parmi les 15 ans ou plus de 66,4 %.
Sur ces 649 actifs de 15 ans ou plus ayant un emploi, 68 travaillent dans la commune, soit 11 % des habitants. Pour se rendre au travail, 92,3 % des habitants utilisent un véhicule personnel ou de fonction à quatre roues, 0,5 % les transports en commun, 3,7 % s'y rendent en deux-roues, à vélo ou à pied et 3,5 % n'ont pas besoin de transport (travail au domicile).

### Activités hors agriculture

#### Secteurs d'activités
83 établissements sont implantés  à Saint-Jean-Lasseille au 31 décembre 2019. Le tableau ci-dessous en détaille le nombre par secteur d'activité et compare les ratios avec ceux du département,.
| Secteur d'activité                                                                                        | Commune | Commune | Département |
| Secteur d'activité                                                                                        | Nombre  | %       | %           |
| --- | ------- | ------- | ----------- |
| Ensemble                                                                                                  | 83      |         |             |
| Industrie manufacturière, industries extractives et autres                                                | 4       | 4,8 %   | (8,7 %)     |
| Construction                                                                                              | 21      | 25,3 %  | (14,3 %)    |
| Commerce de gros et de détail, transports, hébergement et restauration                                    | 20      | 24,1 %  | (30,5 %)    |
| Activités financières et d'assurance                                                                      | 1       | 1,2 %   | (3 %)       |
| Activités immobilières                                                                                    | 8       | 9,6 %   | (6,2 %)     |
| Activités spécialisées, scientifiques et techniques et activités de services administratifs et de soutien | 8       | 9,6 %   | (13 %)      |
| Administration publique, enseignement, santé humaine et action sociale                                    | 11      | 13,3 %  | (13,9 %)    |
| Autres activités de services                                                                              | 10      | 12 %    | (8,5 %)     |

Le secteur de la construction est prépondérant sur la commune puisqu'il représente 25,3 % du nombre total d'établissements de la commune (21 sur les 83 entreprises implantées  à Saint-Jean-Lasseille), contre 14,3 % au niveau départemental.

#### Entreprises et commerces
Les cinq entreprises ayant leur siège social sur le territoire communal qui génèrent le plus de chiffre d'affaires en 2020 sont : 
- Tres Nins, restauration traditionnelle (99 k€)
- Cabinet Fabrice Bouley - CFB, activité des économistes de la construction (69 k€)
- Batimmo Boix, agences immobilières (68 k€)
- La Fabrique A Beaute, soins de beauté (45 k€)
- Ramonage 66, autres activités de nettoyage des bâtiments et nettoyage industriel (37 k€)

### Agriculture
|               | 1988 | 2000 | 2010 | 2020 |
| ------------- | ---- | ---- | ---- | ---- |
| Exploitations | 35   | 23   | 11   | 9    |
| SAU (ha)      | 492  | 448  | 206  | 193  |

La commune est dans la « plaine du Roussillon », une petite région agricole occupant la bande côtière et une grande partie centrale du département des Pyrénées-Orientales. En 2020, l'orientation technico-économique de l'agriculture  sur la commune est la viticulture. Neuf exploitations agricoles ayant leur siège dans la commune sont dénombrées lors du recensement agricole de 2020 (35 en 1988). La superficie agricole utilisée est de 193 ha,,.

## Culture locale et patrimoine

### Monuments et lieux touristiques

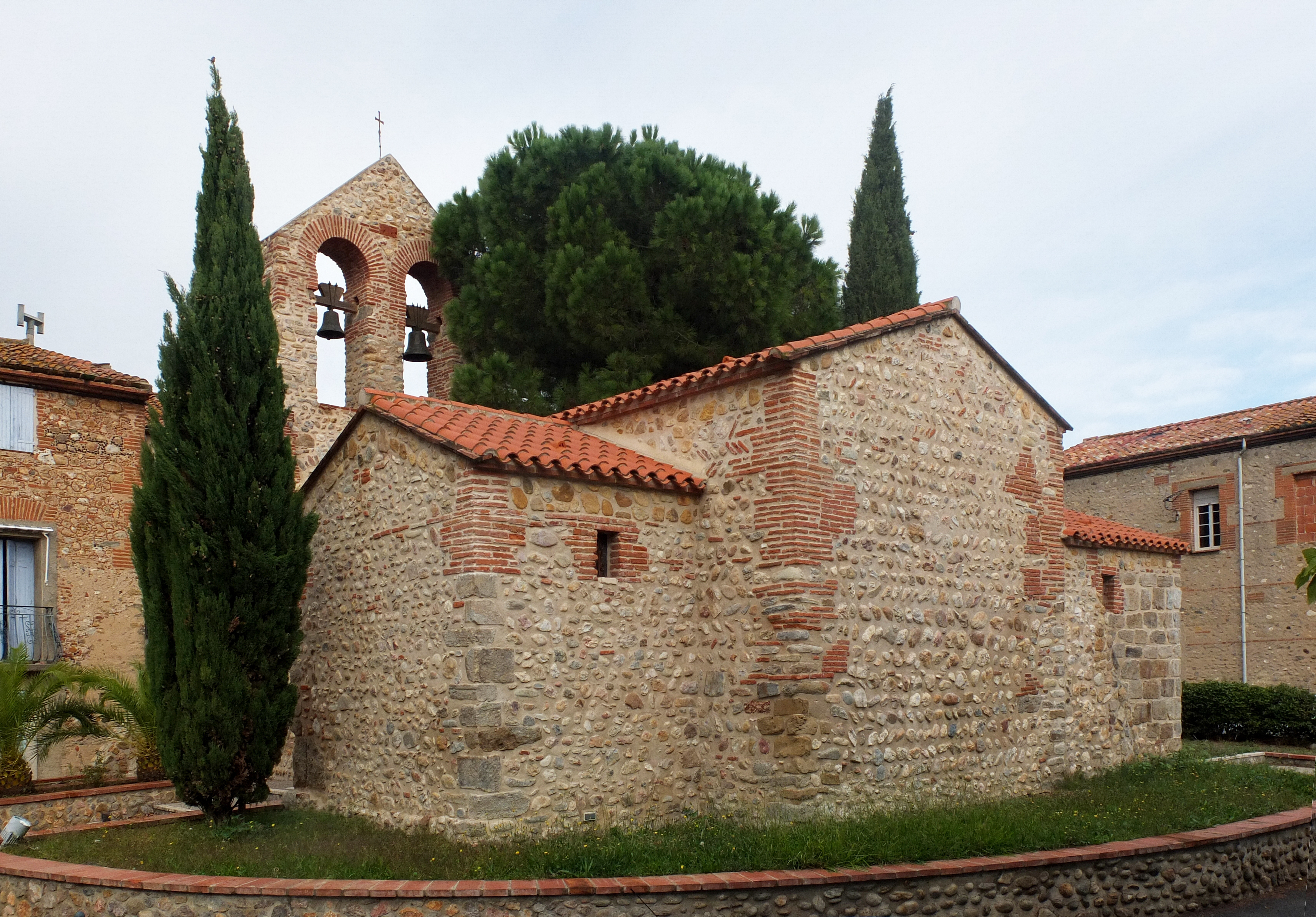
Faces sud et est de l'église

- Église Saint-Jean de Saint-Jean-Lasseille, église romane.

### Personnalités liées à la commune.
- Alain Macabiau : International de Rugby à XV

### Héraldique
| Blason de Saint-Jean-Lasseille | Blason  | Écartelé: au 1er d'or à quatre pals de gueules, au 2e d'argent au brasier au naturel, au 3e d'argent au faucon de sable perché sur une branche au naturel, au 4e d'argent à quatre pals de sinople. |
| Blason de Saint-Jean-Lasseille | Détails | Le statut officiel du blason reste à déterminer. |